# Ergô

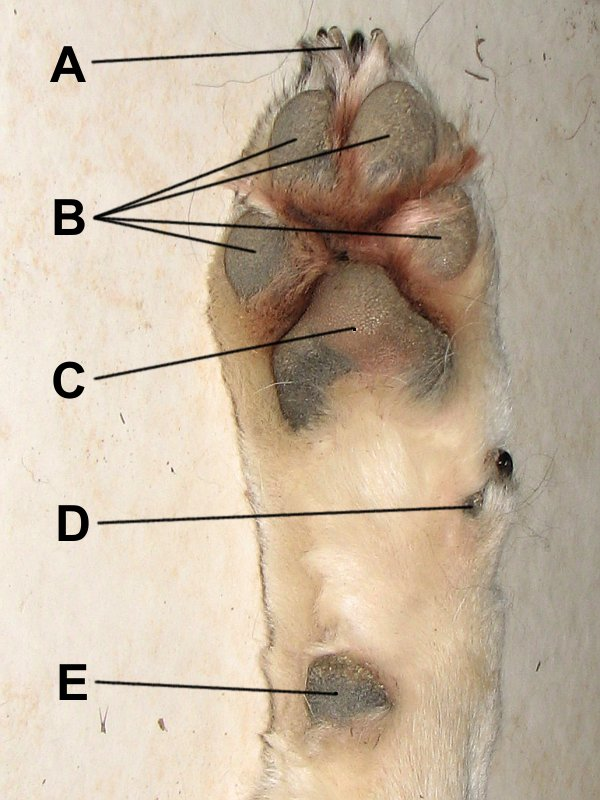
A letra "D" na imagem indica o ergot da pata dianteira (conhecido como garra de orvalho) deste cão. A letra "E" é a almofada do carpo.

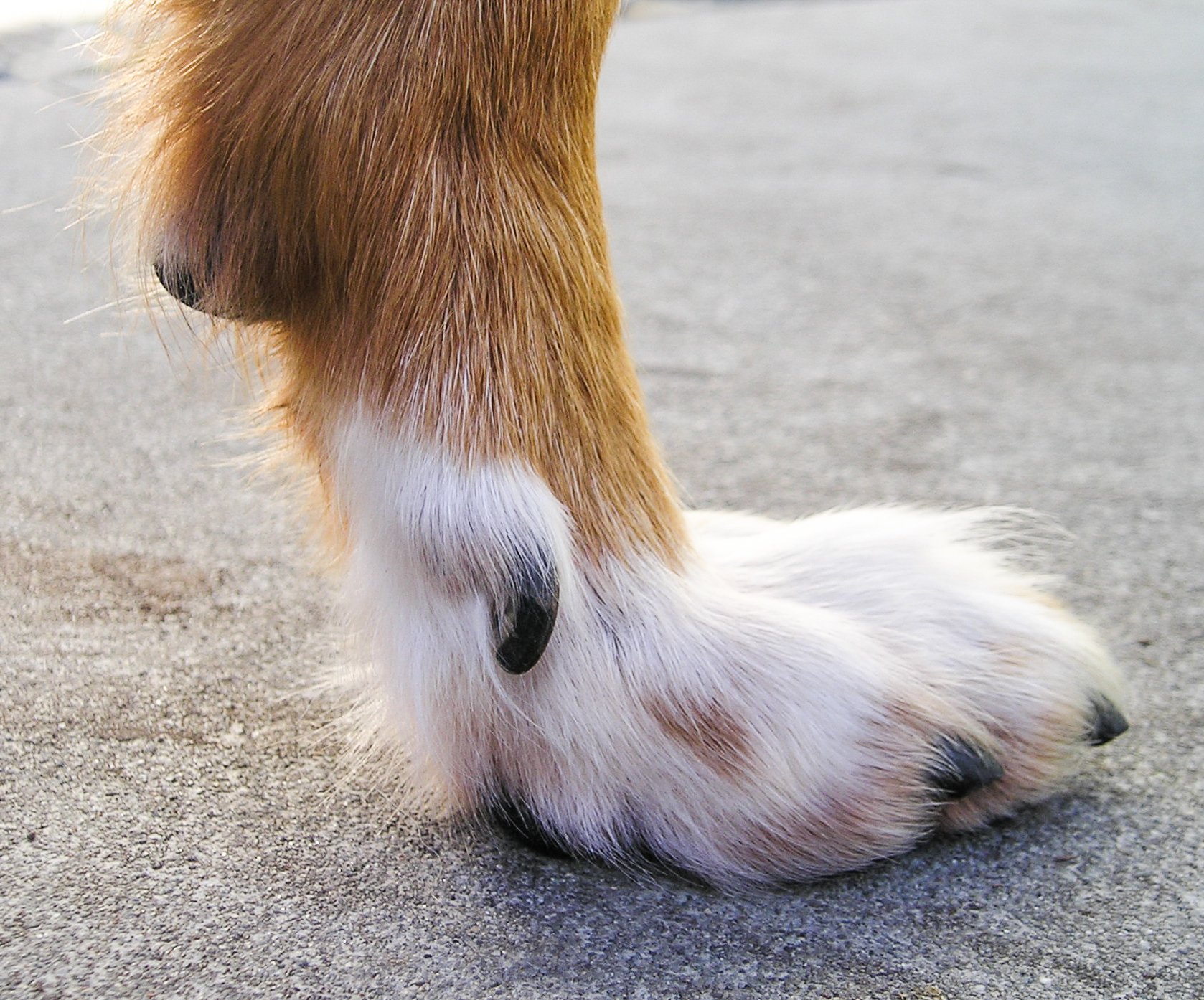
O ergô de um cão não faz contato com o chão enquanto este está em pé. O ergô deste cão mais velho é arredondada para uso enquanto corre, mas cresceu um pouco

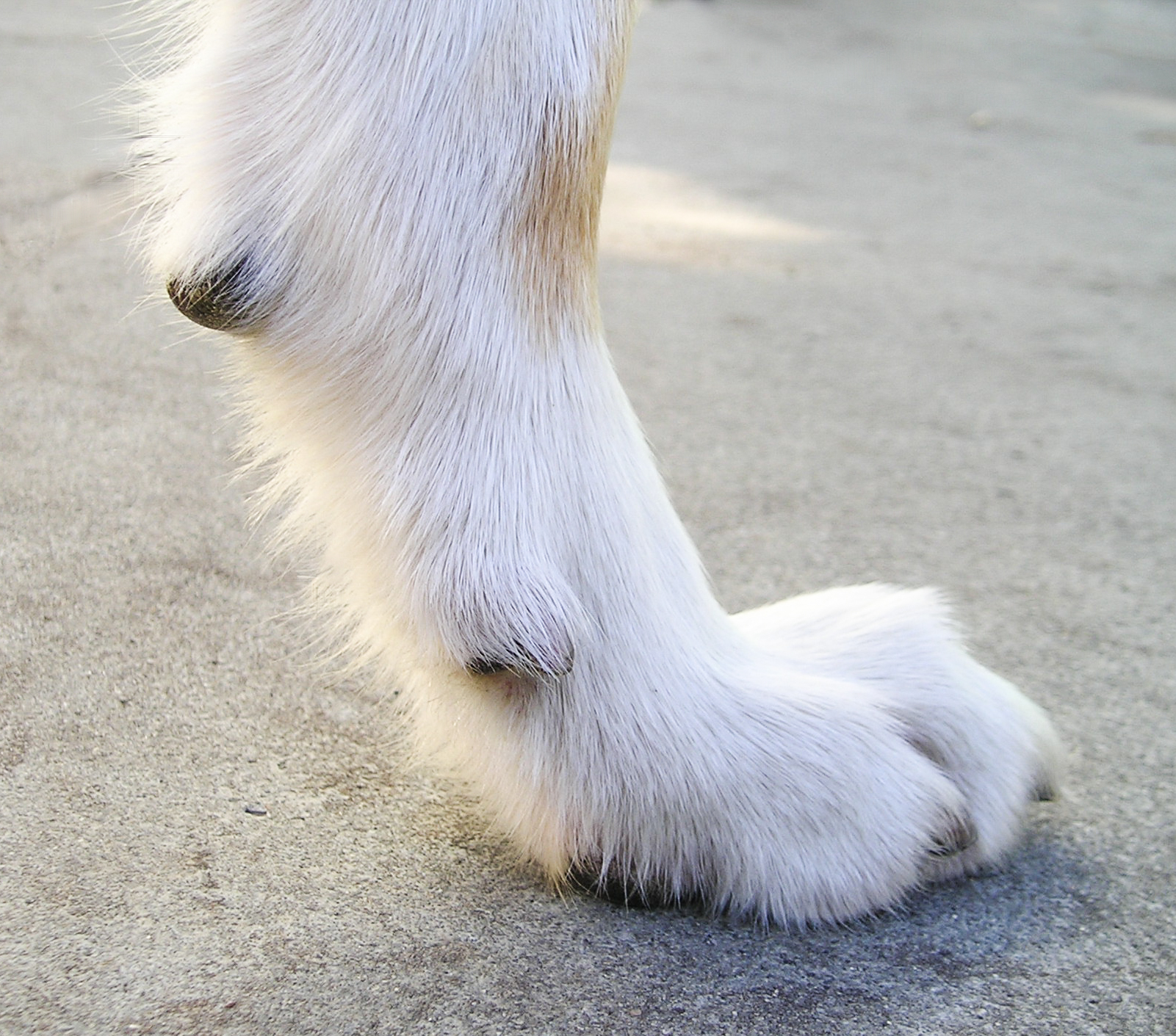
A garra de orvalho desse cão mais jovem e ativo sempre faz contato com o solo enquanto corre, por isso se desgasta naturalmente no comprimento adequado, assim como as demais garras

O ergô (ergot, ou simplesmente esporão) trata-se de um dígito vestigial em alguns animais - presente nas patas de muitos mamíferos, pássaros e répteis (incluindo algumas ordens extintas, como certos terópodes). Geralmente está presente na perna, a alguns centímetros acima da pata, de modo que em espécies digitígradas ou unguligradas não entra em contato com o solo quando o animal está em pé. Em cães e gatos, quando os ergôs estão na parte interna das pernas da frente, recebem o nome de garra de orvalho (referente à tendência deste dígito de tocar no orvalho da grama) e ficam posicionados de forma análoga a um polegar humano. Embora muitos animais possuam garras de orvalho, outras espécies semelhantes não, como cavalos, girafas e o mabeco.

## Cães
Cães quase sempre têm garras de orvalho no interior das pernas da frente e, ocasionalmente, também nas patas traseiras. Ao contrário dos ergôs dianteiros (garras de orvalho), os ergôs traseiros tendem a ter pouca estrutura óssea ou muscular na maioria das raças. É normal, embora não seja biologicamente necessário, que certas raças tenham mais de um ergô na pata. Pelo menos um desses dígitos estarão mal conectados à perna e, nesse caso, é frequentemente removida cirurgicamente.  
Para certas raças de cães, a garra de orvalho é considerada uma necessidade, por exemplo, para os Beauceron pastorearem ovelhas em terrenos nevados.  Como tal, há algum debate sobre se uma garra de orvalho ajuda os cães a ganhar tração quando correm, porque em alguns cães, esse dígito faz contato com o solo quando está correndo e a sua unha freqüentemente se desgasta da mesma maneira que as unhas de outros dedos que fazem contato com o chão.
Em muitos cães, as garras de orvalho nunca entram em contato com o solo. Nesse caso, a unha nunca se desgasta e é geralmente aparada por veterinários para mantê-la em um comprimento seguro.
Os ergôs não são apêndices mortos. Os ergôs dianteiros podem ser usados para segurar ossos e outros itens que os cães seguram com as patas levemente. Em alguns cães, os ergôs traseiros podem surgir desconectados da perna, ligados exceto por um retalho de pele; nesses cães, tais dígitos não são utilizados, pois podem facilmente dobrar ou girar.

### Ergôs traseiros
Os canídeos possuem frequentemente quatro dígitos nas patas traseiros, embora alguns indivíduos ou raças de cães domésticos tenham essa garra adicional, ou mais raramente duas destas, como é o caso do beauceron. Um termo mais técnico para u surgimento de múltiplos dígitos adicionais nas pernas traseiras é a polidactilia preaxial específica dos membros posteriores. Vários mecanismos genéticos podem causar ergôs traseiros; eles envolvem por conta do gene LMBR1 e partes relacionadas do genoma.  Os ergôs traseiros de cães geralmente não têm ossos de falange e são unidos apenas pela pele.

### Remoção dos ergôs
Há algum debate sobre se os ergôs devem ser removidos cirurgicamente. O argumento para a remoção afirma que tais estruturas formam um dígito fraco, mal presos à perna e, portanto, podem rasgar facilmente, o que pode ser doloroso para o animal e propenso a infecções. A remoção do ergô é realizada com mais facilidade quando o cão é jovem, por volta de 2 a 5 dias de idade. Também pode ser realizado em cães mais velhos, se necessário, embora a cirurgia possa ser mais difícil. A cirurgia é bastante simples e pode ser feita com anestésicos locais se o dígito não estiver bem conectado à perna.
Alguns filhotes são comumente vendidos pelos criadores sem os ergôs, ou seja, com tais dígitos removidas (por um veterinário) por motivos de saúde e segurança. Alguns padrões de raça também exigem isso.

### Ergôs e locomoção
Com base em fotografias de ação interrompida, a veterinária M. Christine Zink, da Universidade Johns Hopkins, acredita que todo pata dianteira, incluindo as garras de orvalho, entra em contato com o chão enquanto corre. Durante a corrida, a garra de orvalho cava no chão, evitando torcer ou torcer o resto da perna. Vários tendões conectam o ergô dianteiro aos músculos da perna, demonstrando ainda mais a funcionalidade dessas garras de orvalho. Há indicações de que cães sem garras de orvalho têm mais lesões nas patas dianteiras e são mais propensos a artrite. A Zink recomenda "para cães que trabalham, é melhor que os ergôs não sejam amputados. Se a garra de orvalho sofrer uma lesão traumática, o problema poderá ser resolvido naquele momento, incluindo amputação, se necessário."

## Gatos
Membros da família dos felinos - incluindo gatos domésticos e felinos selvagens como o leão - possuem as garras de orvalho. Geralmente, uma garra de orvalho cresce no interior de cada perna dianteira, mas não nas pernas traseiras.
A garra de orvalho em alguns gatos não é vestigial. Felinos selvagens usam esse ergô na caça, onde ele fornece uma garra adicional com a qual consegue pegar a presa.

## Animais com cascos

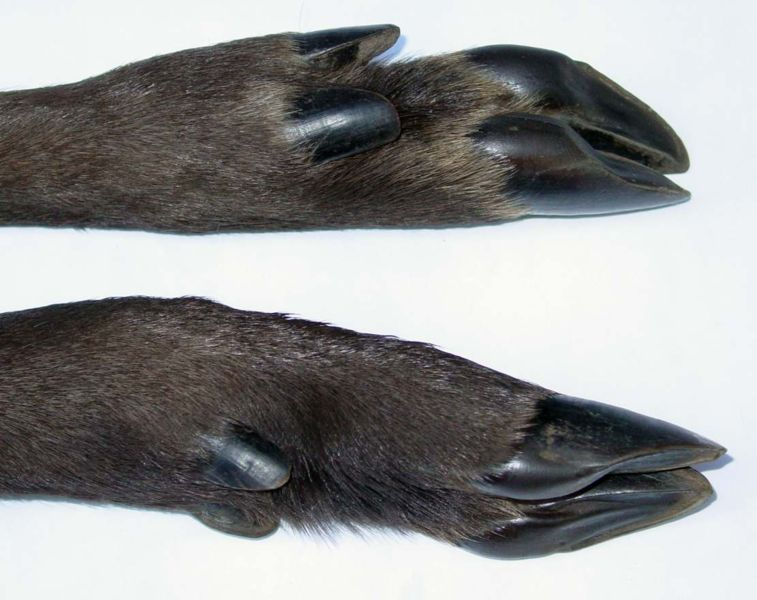
Cascos fendidos de corça (Capreolus capreolus), com garras de orvalho

Animais com cascos andam nas pontas dos dedos das patas, especialmente com os cascos. Os animais com cascos rachados andam sobre um par central de cascos, mas muitos também têm um par externo de ergôs em cada pé. Estes são um pouco mais acima da perna do que os cascos principais e têm estrutura semelhante a eles. Em algumas espécies (como o gado), os ergôs são muito menores que os cascos e nunca tocam o chão. Em outros animais (como porcos e veados), eles são apenas um pouco menores que os cascos e podem chegar ao chão em condições amenas ou ao pular. Certos animais com cascos (como girafas e cavalos modernos) não possuem ergôs. Evidências em vídeos sugerem que alguns animais usam esses dígitos para se arrumar, se coçar ou para ter uma melhor compreensão durante o acasalamento.